# Suzana Prates
Suzana Prates (27 de junho de 1940 – 5 de janeiro de 1988) era  uma socióloga e acadêmica feminista brasileira. Passou a maior parte de sua carreira profissional no Uruguai, onde se dedicou à teoria feminista  daquele país e da América-latina. Ela foi fundadora do "Centro de Estudos e Informação de Uruguai" (CIESU) e, no fim da década de 1970, ela fundou o "Grupo de Estudos sobre a condição das mulheres no Uruguai" (GRECMU) Seus colegas incluíam Julieta Kirkwood e Elizabeth Jelin.

## Primeiros anos, juventude e educação
Suzana (ou "Susana")  Prates nasceu em Belo Horizonte, Minas Gerais, Brasil, em 27 de junho de 1940. Ela passou a infância com sua família no interior de Minas Gerais; sua família fazia  parte da aristocracia mineira, que Prates disse ser "parecida à da família Buendía, retratada por Gabriel García Márquez em Cem Anos da Solidão ". Ela passou toda a sua juventude no Brasil, onde estudou educação e ciências sociais.  Era um membro do grupo político operativo da esquerda emergente esquerda do Brasil e de Minas Gerais. Depois disso, ela viajou para o Chile para fazer um mestrado em sociologia na "Faculdade Latino-Americana de Ciências Sociais" (FLACSO). No Chile, ela encontrou seu parceiro de vida, Carlos Filgueira, com quem desenvolveu muitos projetos, acadêmicos e institucionais, e com quem teve três filhos: Carlos, Fernando e Rodrigo.

## Carreira e pesquisa
Depois de terminar seu mestrado e de uma breve estada no Uruguai, ela voltou ao Brasil para ensinar na Universidade Federal de Minas Gerais. Em 1971, ela retornou para o Uruguai, onde  realizou a maior parte de seu trabalho acadêmico, além de seu ativismo social e político. Suas primeiras obras e pesquisas foram sobre a demografia, as estruturas sociais, e a criação dos modelos de produção agrícola que foram usadas no Uruguai e na região.
Prates foi a fundadora do CIESU, em conjunção com um grupo de colegas que optaram por ficar no Uruguai depois do golpe de estado em 1973. Em seguida, ela avançou com sua pesquisa e inspirou uma nova geração de cientistas sociais, apesar da repressão da ditadura de Juan María Bordaberry. Depois do CIESU, ela criou o GRECMU, que foi oficializado como um centro independente. Ela era diretora do centro, e um novo modelo foi estabelecido: seu trabalho com as organizações sociais das mulheres, combinado com sua pesquisa e  ações políticas feministas, resultou em muitas obras influentes. Um exemplo foi a revista feminista, La Cacerola, de estudos monográficos, que foi um emblema feminista da luta contra a ditadura.
Foi nesta fase final da ditadura, e nos primeiros anos da democracia, que ela fez suas maiores contribuições para as ciências sociais e para o progresso da academia feminista do Uruguai e da América Latina. Suas teses sobre a dupla invisibilidade do trabalho feminino e as relações informais entre o capital e a mão-de-obra, e como tais relações contribuíram para  o patriarcado e o modelo neoliberal das exportações não-tradicionais foram inovadores, tão bem como suas obras sobre as condições dos trabalhadores domésticos no país e na região. Hoje, suas pesquisas sobre esses temas são textos de referência na pesquisa progressista feminista e nas agendas políticas e sociais para os direitos das mulheres. Suas obras estão disponíveis na Biblioteca Legislativa do Uruguai (Espanhol: Biblioteca del Poder Legislativo de Uruguay). Ela também publicou muitos artigos em jornais acadêmico.

## Morte e legado
Prates morreu em Montevidéu, Uruguai, em 5 de janeiro de 1988. A Biblioteca Suzana Prates é nomeado em honra dela.

## Trabalhos selecionados

### Livros
- Politica de población (1976) (com Nelly Niedworok & Carlos Filgueira)
- Estudio y trabajo en el exterior (1977)
- Cuando o setor formal organiza o trabalho informal : las trabajadores domiciliarias en la manufactura del calzado en Uruguay (1983)
- Autoritarismo y democratización: actitudes y participación política de la mujer en el Uruguay (1986)
- La mujer en el Uruguay: ayer y hoy (1986)
- Los Centros Autónomos en Ciencias Sociales en el Uruguay. Trayetoria e perspectivas (1987)
- Divisão do trabalho por gênero e ordem internacional (1987)
- Las trabajadoras domiciliárias en la industria del calzado: descentralización de la produción y domesticidad (1987)
- Participación política de la mujer en el Cono Sur: conferencia internacional (1987)
- Cuando diez años son pocos (1988)

### Artigos
- PRATES, Suzana. El trabajo “informal” o las relaciones contradictorias entre la reproducción, la producción y el Estado. En: Documento de Trabajo CIESU, Nº 73. CIESU. Montevideo, Uruguay, 1984.
- PRATES, Suzana. La doble invisibilidad del trabajo femenino: la producción para el mercado puesta en el domicilio. En: Documentos Ocasionales GRECMU, Nº 3. GRECMU. Montevideo, Uruguay, 1984.
- PRATES, Suzana. Los estudios de la mujer: un desafío para la política universitaria de investigación y docencia. En: Revista de Ciencias Sociales, ICS, Mes 11, Nº 1. Fundación de Cultura Universitaria. Montevideo, Uruguay, 1986.
- PRATES, Suzana. Organización de la producción rural y emigración. En: Documento de Trabajo CIESU, Nº 6. CIESU. Montevideo, Uruguay, 1977.
- PRATES, Suzana. Organizaciones de apoyo a la mujer pobre en Montevideo. ¿Solución o reforzamiento de la postergación?. En: Serie Documentos Ocasionales Nº 1, GRECMU. Imprenta Índice. Montevideo, Uruguay, 1983.
- PRATES, Suzana. Trabajo femenino e incorporación de tecnología: el “putting-out system” en la industria del cuero en Uruguay. En: Serie informes de CIESU, Nº 25. CIESU. Montevideo, Uruguay, 1984.
- PRATES, Suzana; TAGLIORETTI, Graciela. Participación de la mujer en el mercado de trabajo uruguayo. Características y evolución reciente. En: Serie Informes de CIESU Nº 4. CIESU. Montevideo, Uruguay, 1978.